# Demyeliniserende ziekte
Een demyeliniserende ziekte is een ziekte van het centrale zenuwstelsel waarbij de beschermlaag van myeline rondom de zenuwcellen wordt beschadigd. Deze beschadiging beperkt de geleiding van signalen in de aangetaste zenuwcellen. Als gevolg hiervan, kunnen allerlei functies worden aangetast, waaronder gevoel, beweging en cognitie, afhankelijk van welke zenuwcellen er aangetast zijn.
Demyeliniserende ziekten kunnen een genetische oorzaak hebben, maar kunnen ook worden veroorzaakt door infecties, auto-immuunziekten, of door een onbekende oorzaak. Organofosfaten (oa. bepaalde insecticiden), antipsychotica en een vitamine B12-tekort kunnen ook demyelinisatie tot gevolg hebben.
Demyeliniserende ziekten worden traditioneel onderverdeeld in twee soorten, op basis van de onderliggende oorzaak van de demyelinisatie: myelinoclastisch en leukodystrofisch. In de eerste groep wordt normale, gezonde myeline vernietigd door een gif, of een chemische of afweerstof. In de tweede groep is de myeline abnormaal van samenstelling en gaat deze achteruit. Deze tweede groep worden ook wel aangeduid als dysmyeliniserende ziekten.
In de meest voorkomende demyeliniserende ziekte, multiple sclerose (MS), is substantieel bewijs gevonden dat het immuunsysteem ten minste gedeeltelijk verantwoordelijk is voor de beschadiging aan de myeline. Zogenaamde T-cellen, onderdeel van het afweersysteem, zijn te vinden bij de beschadigde zenuwcellen. Andere cellen van het afweersysteem, de macrofagen, dragen ook mogelijk bij aan de schade.

## Symptomen
De symptomen die kunnen optreden bij een demyeliniserende ziekte lopen erg uiteen, afhankelijk van waar de schade optreedt. Hieronder staat een lijst met mogelijke symptomen die iemand met een demyeliniserende ziekte kan hebben:
| - Wazig, dubbel zicht (diplopie) - Ataxie - Clonus (ritmische spiersamentrekkingen) - Dysartrie - Vermoeidheid - Onhandigheid - Verlamming van de hand - Hemiparese - Genitale verdoving - Coördinatieproblemen - Paresthesieën |

| - Verlamming van de ogen - Verminderde controle over spieren - Spierzwakte - Verminderde waarneming met de zintuigen - Beperkt zicht - Neurologische symptomen - Wankele gang - Spastische paraparese - Incontinentie - Gehoorverlies - Spraakproblemen |

## Diagnose
De diagnose voor demyeliniserende ziekten kan met behulp van meerdere technieken worden gesteld:
- Uitsluiten van andere syndromen die overlappende symptomen hebben.[4]
- Bekijken van beelden gemaakt met MRI-beeldvorming, waarmee veranderingen in het watervolume in de hersenen kunnen worden waargenomen, die duiden op demyelinisatie. Daarnaast kan fluid-attenuated inversion recovery (FLAIR), ook onderdeel van MRI, worden gebruikt om beschadigingen van het zenuwweefsel in kaart te brengen.[4]
- Bekijken van de opgewekte potentiaal na het toedienen van een stimulus met behulp van elektro-encefalografie (EEG), elektromyografie (EMG) of andere elektrofysiologische beeldvormingstechnieken.[4]
- Analyseren van het hersenvocht, vooral wanneer men vermoedt dat een infectieziekte de veroorzaker is. In het hersenvocht kan het micro-organisme dat de infectie heeft veroorzaakt worden aangetoond.[4]

### Soorten
Demyeliniserende ziekten kunnen worden opgedeeld in de ziekten die het centrale zenuwstelsel (CZS) aantasten en ziekten die het perifere zenuwstelsel (PZS) aantasten. Daarnaast kunnen ze worden ingedeeld op basis van oorzaak - infectieus of niet-infectueus - of op basis van de onderliggende reden voor demyelinisatie, myelinoclastisch (de myeline wordt aangevallen door een stof van buitenaf) of leukodystrofisch (de myeline gaat achteruit zonder aanvallen van buitenaf).

#### Demyeliniserende ziekten van het CZS
- Myelinoclastische ziekten (beiden lijken te worden veroorzaakt door een auto-immuunrespons):
  - Multiple sclerose
  - Ziekte van Devic
- Leukodystrofische ziekten
  - Neuropathieën van het CZS, zoals bijvoorbeeld veroorzaakt door een vitamine B12-tekort
  - Centrale pontiene myelinolyse
  - Ziekten aan het ruggenmerg, zoals tabes dorsalis
  - Leukoencefalopathieën, zoals progressieve multifocale leukencefalopathie
  - Leukodystrofieën

#### Demyeliniserende ziekten van het PZS
- Syndroom van Guillain-Barré
- Hereditaire motorische en sensorische neuropathieën
- Koperdeficiëntie
- Progressieve inflammatoire neuropathie